# Orthophytum vagans
Orthophytum vagans là một loài thực vật có hoa trong họ Bromeliaceae. Loài này được M.B.Foster mô tả khoa học đầu tiên năm 1960.